# Вилласальто
Вилласа́льто (итал. Villasalto) — коммуна в Италии, располагается в регионе Сардиния, в провинции Кальяри.
Население составляет 1353 человека (2008 г.), плотность населения составляет 10 чел./км². Занимает площадь 131 км². Почтовый индекс — 9040. Телефонный код — 070.
Покровителем коммуны посчитается святой Архангел Михаил, празднование 29 сентября.

## Демография
Динамика населения:

## Администрация коммуны
- Официальный сайт: http://www.comune.villasalto.ca.it/